# Abu Omar al-Baghdadi
Abu Omar al-Baghdadi (født 1947, død 18. april 2010) blev anset at være leder (eller emir) af det tidligere Mujahedin Shura Council, der er det rådgivende råd for Mujahedin i Irak. Han sad i "Rådet for hellige krigere", som er en paraplyorganisation bestående af otte militante grupper, der var imod USA's militære tilstedeværelse i Irak, og blev anset at være leder af den islamiske stat Irak.
Indenrigsministeriet i Irak hævdede, at al-Baghdadi blev taget til fange i Bagdad den 9. marts 2007, men det blev senere oplyst, at den pågældende person alligevel ikke var al-Baghdadi.
Den 3. maj 2007 oplyste det irakiske indenrigsministerium, at al-Baghdadi og flere af hans hjælpere var blevet dræbt af amerikanske og irakiske styrker nord for Bagdad. Men i juli 2007 meddelte det amerikanske militær, at al-Baghdadi aldrig havde eksisteret. Den person, der var blevet fanget et par måneder tidligere blev identificeret som Khaled al-Mashhadani, en selvudnævnt mellemmand til Osama bin Laden. USA hævdede, at al-Baghdadi var en fiktiv karakter skabt for at give et irakisk ansigt til en udenlandsk terrorgruppe, og at udsagn, der kan henføres til al-Baghdadi var blevet oplæst af en irakisk skuespiller.
Abu Omar al-Baghdadi var kendt under mange navne, blandt andre:
- Abu Hamza al-Baghdadi
- Abu Omar al-Qurashi al-Baghdadi